# محمدعلی مهدوی راد
محمدعلی مهدوی راد (زادهٔ ۱۳۳۴) قرآن‌پژوه ایرانی و دانشیار دانشگاه تهران است. او از سال ۱۳۹۲ تا کنون دبیری جایزه کتاب سال جمهوری اسلامی ایران را بر عهده داشته است.

## آثار
- سیر نگارش‌های علوم قرآنی
- مشعل جاوید
- آفاق تفسیر
- تحفةالعابدین
- تحفةالإخوان
- موسوعهٔ امام علی
- با کاروان عشق
- تراث الشیعه القرآنی
- سیاست‌نامهٔ امام علی
- نظام دفاعی اسلام
- راهنمای آینهٔ پژوهش
- تدوین‌الحدیث عند الشیعة الأمامیه

## جوایز و افتخارات
- کتاب‌پژوه و خادم فرهنگی مکتوب در نخستین هفتهٔ کتاب
- استاد تلاشگر و نمونهٔ دانشگاه تربیت مدرس، در سال ۱۳۷۴
- محقق برجستهٔ علوم قرآنی در نمایشگاه قرآن کریم
- رتبهٔ دوم کتاب سال حوزه برای کتاب سیر نگارش‌های علوم قرآنی (متن درسی «علوم قرآنی» در مقطع کارشناسی ارشد)
- رتبهٔ اول جشنوارهٔ مطبوعات برای مقالهٔ «بازی با میراث، نقد یک سرقت»، در سال ۱۳۷۹
- رتبهٔ اول جشنوارهٔ مقالات قرآنی، در سال ۱۳۸۳، برای مقالهٔ «تحریف»، چاپ‌شده در دانشنامهٔ جهان اسلام و مقالهٔ «امامت در نگرهٔ قرآنیِ امام موسی بن جعفر»[۴]